# Liste der Monuments historiques in L’Échelle
Die Liste der Monuments historiques in L’Échelle führt die Monuments historiques in der französischen Gemeinde L’Échelle auf.

## Liste der Immobilien
| Bezeichnung          | Beschreibung                                   | Standort         | Kennzeichnung | Schutzstatus | Datum | Bild           |
| -------------------- | ---------------------------------------------- | ---------------- | ------------- | ------------ | ----- | -------------- |
| Château de L’Échelle | Burg, 15. Jahrhundert; heute Mairie und Museum | Grand Rue (Lage) | PA00078432    | Inscrit      | 1926  | weitere Bilder |

## Liste der Objekte
| Bezeichnung | Beschreibung                  | Standort                       | Kennzeichnung | Schutzstatus | Datum | Bild |
| ----------- | ----------------------------- | ------------------------------ | ------------- | ------------ | ----- | ---- |
| Beichtstuhl | Holz, bemalt, bezeichnet 1648 | in der Kirche St-Pierre (Lage) | PM08001259    | Inscrit      | 1993  |      |